# 공유지
공유지(共有地)는 공동으로 관리되는 땅을 말한다.
영미법에서 common land란 봉건시대의 장원 제도에 유래를 둔 잉글랜드 등의 특정한 토지법적 제도를 가리키고, 여기에 이름이 기인한 commons라는 제도는 공동 소유 또는 공동이 권리를 행사할 수 있는 토지나 자원 등을 포괄하여 가리킨다.

## 같이 보기
- 공유물
- 공유지의 비극